# Distretto di Adekar
Il distretto di Adekar è un distretto della provincia di Béjaïa, in Algeria, con capoluogo Adekar.

## Comuni
Sono comuni del distretto:
- Adekar
- Taourirt Ighil
- Beni Ksila